# پاکسازی (فیلم ۲۰۰۴)
پاکسازی یا تسویه‌حساب (به انگلیسی: The Clearing) فیلمی محصول سال ۲۰۰۴ و به کارگردانی پیتر جان بورگه است. در این فیلم بازیگرانی همچون هلن میرن، ویلم دفو، رابرت ردفورد، آلساندرو نیوولا، مت کریون، ملیسا سیجمیلر، وندی کروسون، لری پاین و دیانا اسکاروید ایفای نقش کرده‌اند.

## خلاصه
داستان درباره وین و آیلین هیز است که زندگی رویایی دارند. آنها دو فرزند خود را بزرگ کرده اند و کسب و کار خوبی هم از پایه راه اندازی کرده اند. در همین حین وین توسط فردی دزدیده می شود و در جنگل اسیر می گردد. مرد آدم ربا درخواست وجه برای آزادی وین دارد و ماموران FBI برای رسیدگی به پرونده وارد خانه وین و آلین می شوند و…